# August Orth

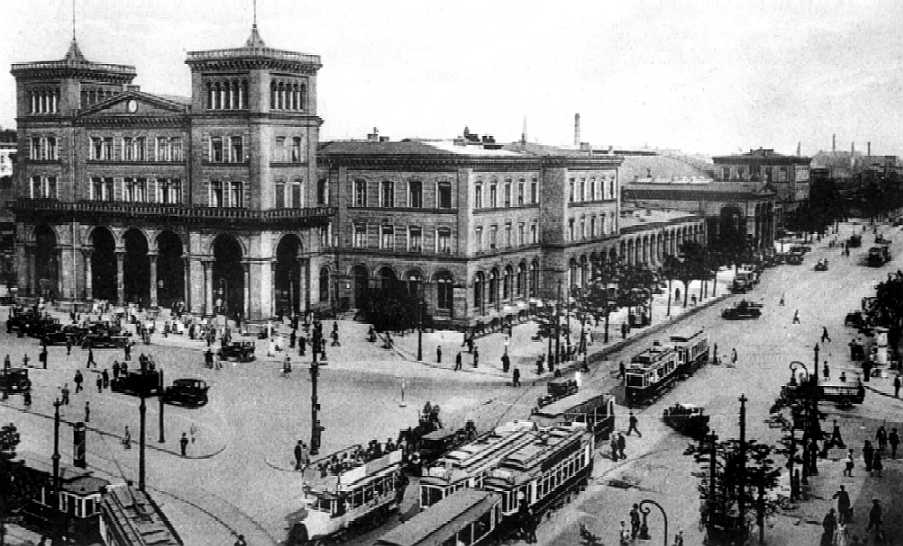
Görlitzer Bahnhof

August Friedrich Wilhelm Orth (ur. 25 lipca 1828 w Windhausen k. Brunszwiku, zm. 11 maja 1901 w Berlinie) – niemiecki architekt.

## Życiorys
W 1848 podjął studia architektoniczne w Wyższej Szkole Technicznej w Brunszwiku a po dwóch latach przeniósł się do Akademii Budowlanej (niem. Bauakademie) w Berlinie, gdzie kształcił się m.in. u Augusta Stülera, Wilhelma Stiera i Carla Böttichera. Po ukończeniu studiów w 1853, w obliczu niepewnej sytuacji politycznej i dużej konkurencji wśród absolwentów akademii, Orth zdecydował się na kontynuację nauki w Berlinie i Monachium. Następnie Orth odbył podroż studialna po południowych Niemczech, Francji i Włoszech. W 1855 wygrał konkurs na projekt kościoła w Humboldthafen, który jednak nie mógł zostać zrealizowany z powodu trudności finansowych. W 1858 pomimo uzyskania tytułu mistrza budowlanego, Orth nie został przyjęty do służby w administracji państwowej i musiał rozpocząć samodzielną działalność architektoniczną.
Zatrudniony przez rodzinę kolejowego magnata Bethela Henry'ego Strousberga, dla której zaprojektował pałac w Berlinie przy Wilhelmstraße 70 (wybudowany w latach 1867–1868) i przeprowadził renowację jej zamku w Zbiroh w Czechach.
Wybrane projekty:
- Berliner Viehmarkt (targ bydlęcy), Berlin
- Görlitzer Bahnhof (Dworzec Zgorzelecki), Berlin
- Emmauskirche (kościół Emmaus), Berlin
- Kościół Bożego Narodzenia w Betlejem

Orthowi przypisywany jest też projekt zamku Kornów w podwrocławskich Pawłowicach (dziś w granicach miasta Wrocławia), zrealizowany w 1891.